# Hacking River
Der Hacking River ist ein Fluss im südlichen Sydney in Bundesstaat New South Wales in Australien. Seit Tausenden von Jahren nannten die traditionellen Besitzer den Fluss Deeban. Die kolonialen Siedler benannten den Fluss jedoch nach Henry Hacking, einem britischen Seemann, der Pemulwuy tötete und ein Schiffsführer in Port Jackson während der Kolonialzeit von New South Wales war.

## Verlauf
Der Fluss entspringt aus dem nordöstlichen Abfluss der Illawarra-Steilwand, der durch den Kellys Creek und den Gills Creek entwässert wird. Beide Bäche enden in Wasserfällen, die nebeneinanderliegen. Die Gewässer beider Bäche vereinen sich im Tal darunter und bilden den Hacking River. Kellys Creek entspringt etwa 3 km südlich von Helensburgh, östlich des Princes Highway und westlich von Stanwell Tops. Der Hacking River fließt im Allgemeinen nach Nord-Nordost, bevor er in Port Hacking mündet, an einer Linie zwischen Grays Point und Point Danger, etwa 4 km östlich des Vororts Engadine und westlich von Yowie Bay. Der Fluss fällt auf seiner 26 km langen Strecke um 84 m ab. Obwohl die Illawarra-Steilwand beträchtliche Niederschläge erhält, kann der Fluss in Trockenperioden zu einem bloßen Rinnsal reduziert werden, wodurch nur noch verbundene Wasserstellen verbleiben.
Der Großteil des Flusses fließt durch den Garawarra State Conservation Park und den Royal-Nationalpark. In seinen oberen Bereichen wurde er jedoch durch die Urbanisierung (Helensburgh und Otford), landwirtschaftliche Aktivitäten und eine große Kohlemine beeinträchtigt. Der Bau des Princes Highway und der Eisenbahnstrecke von Sydney nach Wollongong hat ebenfalls Auswirkungen auf den Fluss gehabt. Viele Teile des heutigen Royal National Park wurden einer Form der Nutzung unterzogen, was ebenfalls Folgen für den Fluss hatte. Weitere Beeinträchtigungen im Laufe der Zeit waren Sickerwasser aus der Mülldeponie in Helensburgh, Abwässer des Garrawarra Hospitals und der Bau von Hindernissen im Fluss.

## Ökologie
Die oberen Bereiche des Flusses liegen neben der Garawarra State Conservation Area, wo er als schmaler Bach in einer Schlucht durch den Regenwald fließt. Der Fluss durchquert verschiedene Pflanzengemeinschaften, wie trockene Eukalyptuswälder, hohe feuchte Eukalyptuswälder und Regenwälder. Bedeutende Regenwaldpflanzen, die an den Ufern des Flusses wachsen, sind unter anderem Gmelina leichhardtii, Citronella moorei, Flagellaria indica, Archontophoenix cunninghamiana, Cryptocarya glaucescens und Doryphora sassafras. Häufig vorkommende Eukalyptusbäume sind Eucalyptus pilularis, Eucalyptus paniculata und Eucalyptus botryoides. Auf seinem Weg flussabwärts wird der Fluss flacher und breiter, bevor er in das Ästuar von Port Hacking mündet.
Eine Vielzahl von Weichtieren, Krustentieren, Insekten, Fischen und Vögeln lebt im und um den Fluss. Anguilla reinhardtii wandern als Jungfische von ihren ozeanischen Laichgründen hierher. Als Erwachsene reifen sie in den Bächen und Flüssen des Royal National Park heran und sind manchmal in den Flusspools zu sehen. Der kleine Fisch Galaxias maculatus ist häufig. Manchmal kann man auch Schnabeltiere im Fluss sehen, und Azurzwergfischer nisten an den Uferböschungen. Die Landschnecke Meridolum marshalli ist auf den Royal National Park beschränkt; ihr Hauptlebensraum sind feuchte Gebiete in der Nähe des Flusses.
Früher fand das Schnabeltier Lebensraum im Hacking River, bis ein Ölunfall auf dem Princes Highway in den 1970er Jahren zu seinem Verschwinden führte. Im Mai 2023 wurde die Art im Rahmen eines Umsiedlungsprogramms, das gemeinsam von der University of New South Wales, dem NSW National Parks and Wildlife Service und dem WWF durchgeführt wurde, in den Nationalpark zurückgebracht.

## Geschichte

### Geschichte der Aborigines
Mehr als 8000 Jahre vor 1840 besiedelten die Tharawal das Einzugsgebiet, wie zahlreiche Funde von Artefakten, Køkkenmødding, Felsgravuren und Höhlenmalereien belegen. In der Mitte des 19. Jahrhunderts war Køkkenmødding im Distrikt Sydney als Baustoff sehr gefragt. Infolgedessen wurden Schlamm- und Austernfelsen in großen Mengen aus dem Port-Hacking-Einzugsgebiet gesammelt, was zur Zerstörung mehrerer Aborigine-Køkkenmødding in der Region führte.
Das Volk der Gweagal lebte hauptsächlich an den Salzwasserbuchten und Ästuaren von Port Hacking, nutzte aber auch die Süßwasserressourcen des oberen Hacking River, des Heathcote Creek und des Woronora River. Es wird gesagt, dass die Gweagal als Hüter der heiligen weißen Tongruben auf ihrem Territorium dienten, die heute als Kurnell-Halbinsel bekannt sind. Sie verwendeten den Ton zur Herstellung von Körperbemalung, Medizin und, in Kombination mit lokalen Beeren, auch als Nahrungsergänzungsmittel.

### Europäische Geschichte
Der Fluss wird an vier Stellen in und um das Dorf Otford in der Nähe seiner Quellgebiete durch Dämme überquert. Bei Otford, unterhalb des Bahnhofs, befindet sich ein kleiner Damm, der zur Wasserversorgung von Dampflokomotiven gebaut wurde. Ein Damm ist Teil dieser Struktur, was stromaufwärts zu einem beträchtlichen Teich führt. Weitere bedeutende Bauwerke sind das Upper Crossing (unterhalb von Waterfall und oberhalb der Mündung des Waterfall Creek) und bei Audley. Der Damm, der 1899 bei Audley im Royal National Park gebaut wurde, ermöglichte es, Mangrovenflächen zu roden, um Platz für Bootsverleihstationen und Unterkünfte zu schaffen, die Ende des 19. Jahrhunderts entstanden. Ein Bootsverleih und Picknickplätze bestehen seitdem in Audley und werden kontinuierlich genutzt.
Die weichen Böden sind anfällig für Erosion, die durch  andererverstärkt wird. Die relativ hohen Niederschläge der Garrawarra State Conservation Area tragen zur Erosion bei. Darüber hinaus hat der Abfluss aus den Städten Helensburgh, Otford und Stanwell Tops (die oberhalb des Einzugsgebiets liegen) die Wasserqualität im Fluss beeinträchtigt und zu erhöhter Trübung und Algenwachstum geführt.
Im Royal National Park bei Audley genießen Besucher seit über hundert Jahren Picknick- und Bootsanlagen.
Eine Folge des Wehrs war, dass der Fluss in Süßwasser- und Salzwasser-Gezeitenbereiche aufgeteilt wurde. Dies beeinträchtigte die Wanderung von Fischen und führte zur Ansammlung von Sedimenten hinter dem Wehr. Bei Überschwemmungen ist die Straße über den Damm unpassierbar, wodurch die Dörfer Bundeena und Maianbar abgeschnitten werden. Da auch der Upper Causeway unter diesen Bedingungen überflutet würde, wurde eine ganzjährig befahrbare Brücke am Upper Causeway errichtet.
Die Gezeiten erreichen das Wehr, und obwohl es eine Verzögerung gibt, existiert praktisch kein Gezeitenvolumen. Vom Wehr fließt der Fluss weiter stromabwärts hauptsächlich durch den Royal National Park, obwohl er in Richtung seines fluvialen Deltas bei Grays Point auf einer Seite durch die Vororte Kirrawee und Grays Point fließt. Gegenüber von Grays Point mündet der Muddy Creek in den Fluss. Ab hier stromabwärts ist der Fluss durch große Mangrovenbestände und ein ausgedehntes fluviales Delta gekennzeichnet. Historisch gesehen waren die fluvialen Sedimente unterhalb des Wehrs hinderlich für die Schifffahrt. Nach der Erklärung des Nationalparks setzten sich die Treuhänder dafür ein, den Bootsverkehr zum neuen Park zu ermöglichen, und es wurden Leitwände gebaut. Mit dem zunehmenden Bootsverkehr wurde der Druck auf wiederholtes Ausbaggern größer. Das fluviale Delta wurde seit vielen Jahren nicht mehr ausgebaggert. Dennoch gibt es eine gut genutzte Bootsanlage bei Swallow Rock (Grays Point).